# Elderia suecica
Elderia suecica är en stekelart som beskrevs av Karl-Johan Hedqvist 1977. Elderia suecica ingår i släktet Elderia och familjen puppglanssteklar.
Artens utbredningsområde är Sverige. Arten är reproducerande i Sverige. Inga underarter finns listade i Catalogue of Life.